# Nitir qibe

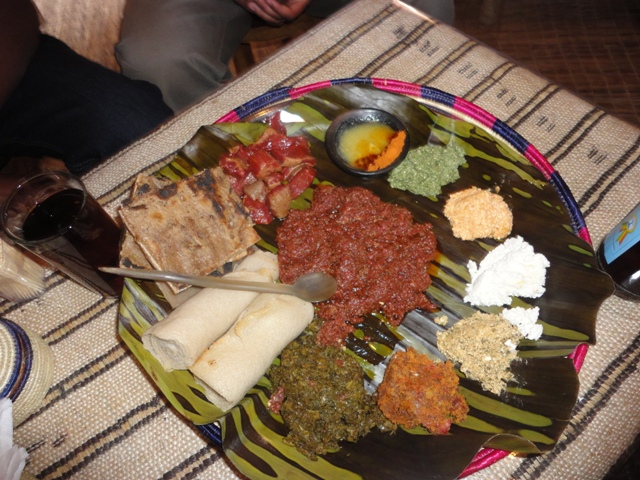
Kitfo, ein Gericht aus geminztem Rinderhack mit der Gewürzmischung Mitmita und (oben) Nitir qibe als Beilage

Nitir qibe (amharisch: ንጥር ቅቤ, nət’ər qəbe, oft auch niter qibe) oder auf Tigrinya tesmi genannt, ist eine Butterzubereitung, die in der äthiopischen Küche und in der eritreischen Küche eingesetzt wird. Sie hat eine lange Tradition und zählt zu den für die Landesküche charakteristischen Zutaten.

## Zubereitung
In seiner Zubereitung ist es dem indischen Ghee vergleichbar, allerdings werden während des Siedens verschiedene Gewürze (Knoblauch und Ingwer, daneben auch Kümmel, Koriander, Kurkuma, Kardamom, Zimt oder Muskatnuss) zugegeben. Das noch flüssige Butterschmalz wird anschließend filtriert. Nitir qibe wird wie das indische Ghee länger erhitzt als gewöhnliches Butterschmalz und ist daher leicht gebräunt und besitzt ein Röstaroma.